# Ahessea
Ahessea is een geslacht van vliegen uit de familie van de Mythicomyiidae. De wetenschappelijke naam van het geslacht werd voor het eerst geldig gepubliceerd door Greathead en Evenhuis in 2001.